# İpek Soyluová

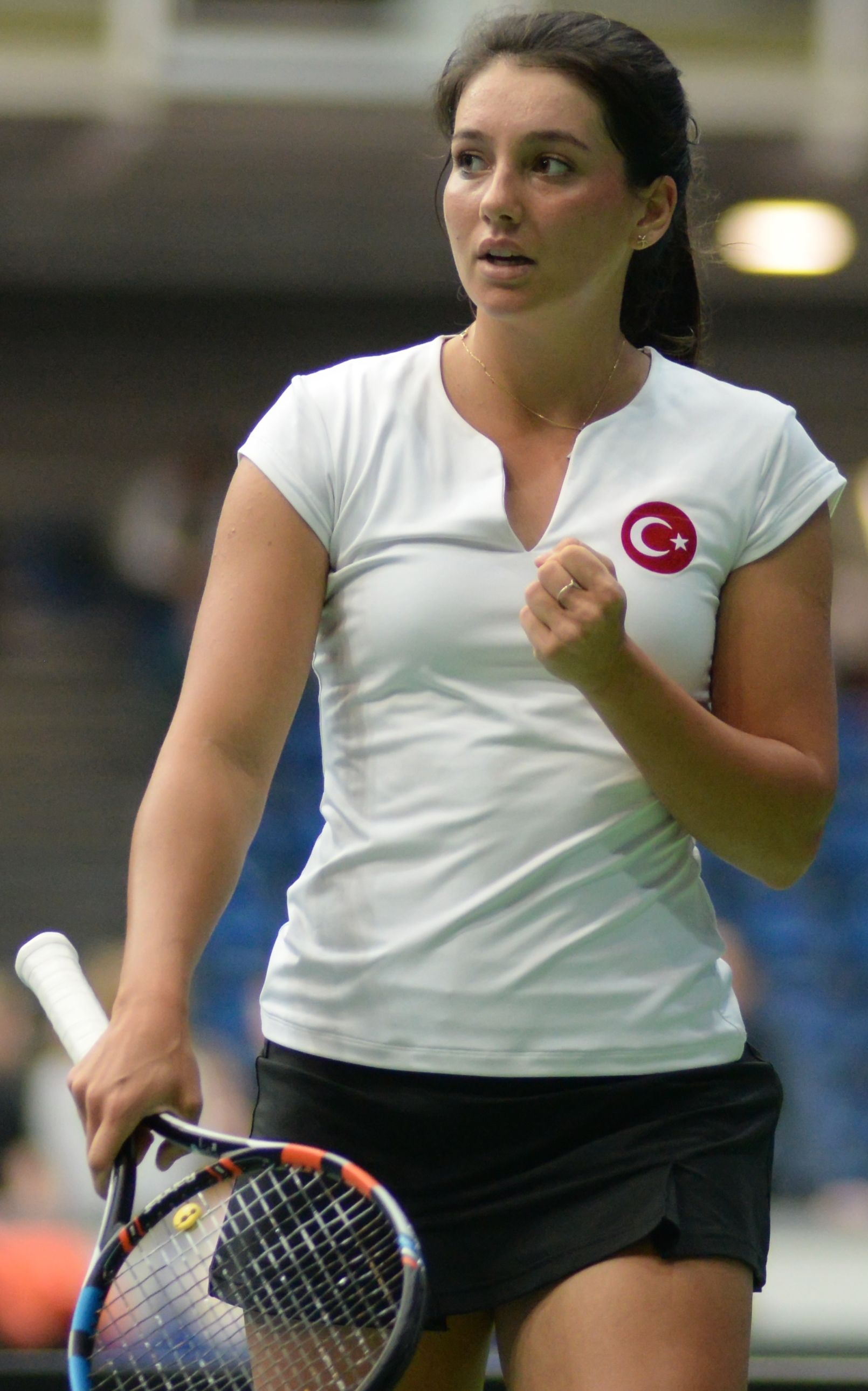
Soyluová během utkání zóny Evropy a Afriky Fed Cupu 2015 v únoru 2015

İpek Soyluová, nepřechýleně Soylu (* 15. dubna 1996 Adana) je turecká profesionální tenistka. Ve své dosavadní kariéře na okruhu WTA Tour vyhrála tři turnaje ve čtyřhře, když první z nich získala s Rumunkou Andreeou Mituovou v domácím prostředí v Istanbulu, druhý rovněž s rumunskou tenistkou Ioanou Ralucou Olaruovou v Taškentu a třetí na WTA Elite Trophy, kde triumfovala s Číňankou Sü I-fan, všechny tituly získala v roce 2016. V rámci okruhu ITF získala do listopadu 2016 osm titulů ve dvouhře a jedenáct ve čtyřhře.
Na žebříčku WTA byla ve dvouhře nejvýše klasifikována v říjnu 2016 na 151. místě a ve čtyřhře pak v témže měsíci na 76. místě. Trénuje ji bývalý chorvatský tenista Goran Prpić.
V tureckém fedcupovém týmu debutovala v roce 2012 utkáním čtyřhry II. skupiny zóny Evropy a Afriky proti Norsku, v němž po boku Melis Sezerové porazila dvojici Emma Floodová a Hedda Odegaardová. Do roku 2016 v soutěži nastoupila k 14 mezistátním utkáním s bilancí 7–1 ve dvouhře a 3–5 ve čtyřhře.

## Tenisová kariéra
V rámci hlavních soutěží událostí okruhu ITF debutovala v roce 2010, když se na turnaj v domácí Antalyi s dotací 10 tisíc dolarů dostala přes kvalifikaci. Na úvod turnaje podlehla izraelské tenistce Vlade Ekshibarovové.
V singlu okruhu WTA Tour debutovala na domácím Istanbul Cupu 2014, kde dostala od pořadatelů divokou kartu. V 1. kole podlehla ve dvou setech Karin Knappové z Itálie.
Premiérové finále na okruhu WTA Tour odehrála na tureckém turnaji Istanbul Cup 2016, když do finále společně s Rumunkou Andreeou Mituovou nemusely nastoupit, jelikož soupeřky Xenia Knollová a Danka Kovinićová do utkání vinou zranění Kovinićové vůbec nenastoupily.
Debut v hlavní soutěži nejvyšší grandslamové kategorie zaznamenala v ženském singlu French Open 2016, kde jako kvalifikantka podlehla v úvodním kole ve třech setech domácí Virginii Razzanové.

## Finále na okruhu WTA Tour

### WTA Tour
| Legenda                           |
| --------------------------------- |
| D – dvouhra; Č – čtyřhra          |
| Grand Slam (0)                    |
| WTA Tour Championships (0)        |
| WTA Elite Trophy (1–0 Č)          |
| Premier Mandatory & Premier 5 (0) |
| Premier (0)                       |
| International (2–0 Č)             |

#### Čtyřhra: 3 (3–0)
| Stav    | č. | datum             | turnaj              | povrch    | spoluhráčka           | soupeřky ve finále              | výsledek         |
| ------- | -- | ----------------- | ------------------- | --------- | --------------------- | ------------------------------- | ---------------- |
| Vítězka | 1. | 18. dubna 2016    | Istanbul, Turecko   | antuka    | Andreea Mituová       | Xenia Knollová Danka Kovinićová | bez boje         |
| Vítězka | 2. | 26. září 2016     | Taškent, Uzbekistán | tvrdý     | Ioana Raluca Olaruová | Demi Schuursová Renata Voráčová | 7–5, 6–3         |
| Vítězka | 3. | 6. listopadu 2016 | Ču-chaj, ČLR        | tvrdý (h) | Sü I-fan              | Jang Čao-süan Jou Siao-ti       | 6–4, 3–6, [10–7] |

### Finále série WTA 125
| Legenda                  |
| ------------------------ |
| D – dvouhra; Č – čtyřhra |
| WTA 125 (0–1 Č)          |

#### Čtyřhra: 1 (1–0)
| Stav       | č. | datum           | turnaj          | povrch | spoluhráčka           | soupeřky ve finále             | výsledek |
| ---------- | -- | --------------- | --------------- | ------ | --------------------- | ------------------------------ | -------- |
| Finalistka | 1. | 30. května 2016 | Bol, Chorvatsko | antuka | Ioana Raluca Olaruová | Xenia Knollová Petra Martićová | 3–6, 2–6 |

## Finále na okruhu ITF
| 100 000 $ tournaments |
| 75 000 $ tournaments  |
| 50 000 $ tournaments  |
| 25 000 $ tournaments  |
| 15 000 $ tournaments  |
| 10 000 $ tournaments  |

### Dvouhra: 15 (8–7)
| Stav       | č. | datum             | turnaj               | povrch    | soupeřka ve finále       | výsledek      |
| ---------- | -- | ----------------- | -------------------- | --------- | ------------------------ | ------------- |
| Finalistka | 1. | 24. prosince 2012 | Istanbul, Turecko    | tvrdý (h) | Isabella Šinikovová      | 4–6, 2–6      |
| Vítězka    | 1. | 6, května 2013    | Šarm aš-Šajch, Egypt | tvrdý     | Camilla Rosatellová      | 7–5, 6–1      |
| Vítězka    | 2. | 19. srpna 2013    | İzmir, Turecko       | tvrdý     | Gabriela van de Graafová | 7–5, 6–3      |
| Vítězka    | 3. | 23. září 2013     | Šarm aš-Šajch, Egypt | tvrdý     | Giulia Bruzzoneová       | 4–6, 6–0, 6–2 |
| Finalistka | 2. | 30. září 2013     | Šarm aš-Šajch, Egypt | tvrdý     | Anna Morginová           | 3–6, 6–3, 5–7 |
| Vítězka    | 4. | 13. ledna 2014    | Šarm aš-Šajch, Egypt | tvrdý     | Despina Papamichailová   | 6–3, 7–6(7–0) |
| Vítězka    | 5. | 7. dubna 2014     | Antalya, Turecko     | tvrdý     | Deniz Khazaniuková       | 7–5, 4–6, 6–1 |
| Vítězka    | 6. | 2. června 2014    | Adana, Turecko       | tvrdý     | Başak Eraydınová         | 4–6, 6–1, 6–2 |
| Vítězka    | 7. | 16. června 2014   | Istanbul, Turecko    | tvrdý     | Melis Sezerová           | 6–3, 6–4      |
| Finalistka | 3. | 11. srpna 2014    | Istanbul, Turecko    | tvrdý     | Jang Čao-süan            | 6–7(4–7), 1–6 |
| Finalistka | 4. | 18. srpna 2014    | Antalya, Turecko     | tvrdý     | Clothilde de Bernardiová | 4–6, 6–2, 3–6 |
| Finalistka | 5. | 18. května 2015   | Caserta, Itálie      | antuka    | Darja Kasatkinová        | 6–7(4–7), 1–6 |
| Vítězka    | 8. | 6. července 2015  | Bursa, Turecko       | antuka    | Anastasija Sevastovová   | 7–5, 3–6, 6–1 |
| Finalistka | 6. | 6. června 2016    | Padova, Itálie       | antuka    | Sü Š'-lin                | 7–5, 4–6, 3–6 |
| Finalistka | 7. | 12. září 2016     | Ču-chaj, ČLR         | tvrdý     | Olga Govorcovová         | 1–6, 2–6      |

### Čtyřhra: 20 (11–9)
| Stav       | č.  | datum             | turnaj                         | povrch     | spoluhráčka        | soupeřky ve finále                          | výsledek         |
| ---------- | --- | ----------------- | ------------------------------ | ---------- | ------------------ | ------------------------------------------- | ---------------- |
| Vítězka    | 1.  | 14. května 2012   | Istanbul, Turecko              | antuka     | Başak Eraydınová   | Liou Čchang Zhang Nannan                    | 3–6, 6–2, [10–5] |
| Vítězka    | 2.  | 10. června 2013   | Istanbul, Turecko              | tvrdý      | Melis Sezerová     | Başak Eraydınová Jasmina Tinjićová          | 6–4, ret.        |
| Finalistka | 1.  | 19. srpna 2013    | İzmir, Turecko                 | tvrdý      | Julia Stamatovová  | Christina Kazimovová Christina Shakovetsová | 4–6, 1–6         |
| Vítězka    | 3.  | 23. prosince 2013 | Istanbul, Turecko              | tvrdý (h)  | Elise Mertensová   | Juuki Tanaková Jekatěrina Jašinová          | 6–0, 7–6(7–3)    |
| Vítězka    | 4.  | 13. ledna 2014    | Šarm aš-Šajch, Egypt           | tvrdý      | Melis Sezerová     | Despina Papamichailová Gaia Sanesiová       | 4–6, 6–4, [10–3] |
| Finalistka | 2.  | 20. ledna 2014    | Šarm aš-Šajch, Egypt           | tvrdý      | Melis Sezerová     | Valentyna Ivachněnková Veronika Kapšajová   | 6–3, 4–6, [5–10] |
| Finalistka | 3.  | 24. března 2014   | Antalya, Turecko               | tvrdý      | Barbora Krejčíková | Susanne Celiková Kotomi Takahatová          | 4–6, 3–6         |
| Finalistka | 4.  | 31. března 2014   | Antalya, Turecko               | tvrdý      | Melis Sezerová     | Denisa Alertová Chantal Škamlová            | 2–6, 1–6         |
| Vítězka    | 5.  | 2. června 2014    | Adana, Turecko                 | tvrdý      | Başak Eraydınová   | Alona Fominová Jekatěrina Ciklauriová       | 6–3, 6–1         |
| Vítězka    | 6.  | 16. června 2014   | Istanbul, Turecko              | tvrdý      | Ayla Aksuová       | Elke Lemmensová Julia Stamatovová           | 4–6, 6–3, [10–4] |
| Vítězka    | 7.  | 27. října 2014    | Istanbul, Turecko              | tvrdý (h)  | Xenia Knollová     | Ayla Aksuová Müge Topselová                 | 6–2, 6–4         |
| Finalistka | 5.  | 22. prosince 2014 | Istanbul, Turecko              | tvrdý (h)  | Ayla Aksuová       | Jana Fettová Adrijana Lekajová              | 3–6, 4–6         |
| Finalistka | 6.  | 23. února 2015    | Rancho Santa Fe, Spojené státy | tvrdý      | Nina Stojanovićová | Samantha Crawfordová Asia Muhammadová       | 0–6, 3–6         |
| Vítězka    | 8.  | 11. května 2015   | La Marsa, Tunisko              | antuka     | Pemra Özgenová     | Sofia Šapatavová Anastasija Vasyljevová     | 3–6, 6–3, [10–4] |
| Finalistka | 7.  | 18. května 2015   | Caserta, Itálie                | antuka     | Alice Matteucciová | Jekatěrine Gorgoceová Sofia Šapatavová      | 0–6, 6–7(6–8)    |
| Vítězka    | 9.  | 29. června 2015   | Denain, Francie                | antuka     | Elise Mertensová   | Xenia Knollová Florencia Molinerová         | 7–6(7–3), 6–3    |
| Finalistka | 8.  | 9. listopadu 2015 | Dubaj, SAE                     | tvrdý      | Elise Mertensová   | Çağla Büyükakçay Maria Sakkariová           | 6–7(6–8), 4–6    |
| Vítězka    | 10. | 22. února 2016    | Beinasco, Itálie               | antuka (h) | Arantxa Rusová     | Lina Gjorcheskaová Dea Herdželašová         | 6–4, 6–2         |
| Finalistka | 9.  | 2. května 2016    | Tunis, Tunisko                 | antuka     | Irina Chromačovová | Arina Rodionovová Valerija Strachovová      | 1–6, 2–6         |
| Vítězka    | 11. | 27. července 2016 | Řím, Itálie                    | antuka     | Sü Š'-lin          | Réka Luca Janiová Sofia Šapatavová          | 7–5, 6–1         |

## Postavení na konečném žebříčku WTA

### Dvouhra
| Rok    | 2012  | 2013   | 2014   | 2015   |
| Pořadí | 1123. | ▲ 457. | ▲ 319. | ▲ 166. |

### Čtyřhra
| Rok    | 2012 | 2013   | 2014   | 2015   |
| Pořadí | 905. | ▲ 675. | ▲ 353. | ▲ 213. |

#### Profily
- İpek Soyluová na stránkách Ženské tenisové asociace (anglicky)
- İpek Soyluová na stránkách Mezinárodní tenisové federace (anglicky)
- İpek Soyluová na stránkách Billie Jean King Cupu (anglicky)